# Hasmonéens
140 av. J.-C. – 37 av. J.-C.
Entités précédentes :
- Royaume séleucide :
 Cœlé-Syrie

Entités suivantes :
- Royaume d'Hérode

Les Hasmonéens sont une dynastie qui parvient au pouvoir en Judée au cours de la révolte des Maccabées, que Mattathias, un prêtre de la lignée sacerdotale de Yehoyarib lance en 168-167 av. J.-C., et à laquelle se joignent les hassidéens. Dans la tradition littéraire chrétienne, cette dynastie est dénommée « Maccabées ». Mattathias meurt un an après le déclenchement de la révolte. Son fils Judas Maccabée, qui n'est pas l'aîné, lui succède. Après plusieurs batailles, il parvient à s'emparer de Jérusalem et rétablit le culte juif au Temple (déc. 164 av. J.-C.). Le premier à régner avec le titre de Grand-prêtre est son successeur Jonathan (octobre 152-142 av. J.-C.). Ses successeurs sont :
- Simon (142-134 av. J.-C.), frère de Jonathan[5],[2] ;
- Jean Hyrcan Ier (134-104), deuxième fils de Simon ;
- Aristobule Ier (104-103), fils de Jean Hyrcan Ier, prend le titre de roi ;
- Alexandre Jannée (Alexandre Jonathan) ou Yannaï (103-76), frère d'Aristobule Ier ;
- Salomé Alexandra (76-67), épouse d'Aristobule Ier puis d'Alexandre Jannée ;
- Hyrcan II et Aristobule II, fils d'Alexandre Jannée, se disputent le pouvoir royal et la fonction de grand-prêtre ;
- Antigone II Mattathias (40 - 37), dernier fils d'Aristobule II, roi et grand-prêtre hasmonéen.

## Étymologie
Selon Flavius Josèphe, Mattathias, l'instigateur de la Révolte des Maccabées, est descendant d'un certain Hasmonée (Hashmonaï en hébreu) d'où le nom que prend la dynastie. Cet ancêtre n'est pas nommé dans les Livres des Maccabées. Dans la tradition littéraire chrétienne, cette dynastie est dénommée « Maccabées »

## Chronologie
Dernier survivant des cinq fils de Mattathias, Simon obtient enfin de Démétrios Nicator l'évacuation des dernières troupes séleucides de Jérusalem en −142, ce qui ne signifie pas la reconnaissance de l'indépendance juive qu'aucun Séleucide, jamais, ne reconnut formellement. C'est avec Simon que commence la dynastie hasmonéenne, bien qu'on puisse aussi bien considérer Jonathan comme fondateur de l'État hasmonéen. En −140, Simon, lors d'une assemblée générale à Jérusalem, et à la suite d'un décret voté par cette grande knesset, est proclamé « Grand-prêtre, stratège et ethnarque » à titre héréditaire.

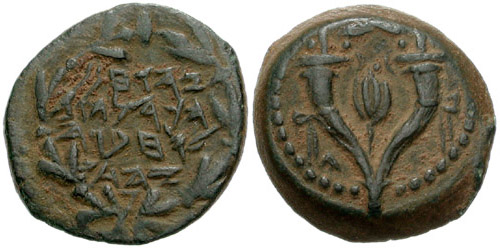
Monnaie de Jean Hyrcan Ier.

Simon est assassiné par son gendre Ptolémée, peut-être manipulé par les Séleucides en −135 qui n'acceptent pas l'indépendance de fait des Hasmonéens, mais le fils de Simon, Jean Hyrcan Ier qui bénéficie du soutien de l'armée parvient à prendre la succession de son père et règne de −135 à −104. Dès 137, Antiochos VII avait fait savoir qu'il n'était pas question que la Judée ne paie pas le tribut, mais ce n'est qu'en −131 qu'il parvient à s'emparer de Jérusalem. Jean Hyrcan est obligé de se soumettre et même de participer à l'expédition royale en Iran. Mais la mort inopinée du roi en 129 permet à Jean Hyrcan de reconquérir sa capitale et de restaurer l'indépendance juive de fait. Jean Hyrcan avait tout de même été obligé de reconnaître son statut de vassal du monarque séleucide en s'acquittant d'un tribut et en livrant des otages; rien n'interdisait qu'une semblable situation ne se reproduise si les Séleucides parvenaient à sortir de leur interminable querelle dynastique.
Libéré de ses engagements, Jean Hyrcan repart en campagne pour agrandir son État. Il s'empare ainsi d'une partie de la Transjordanie en −128, de l'Idumée en −125 et de la Samarie, où il détruit vers −108 le temple des Samaritains.
Pour se conformer aux instructions du Deutéronome, les Iduméens sont convertis de force, ce qui est la première mention d'une conversion forcée au Judaïsme.
À sa mort, une lutte dynastique éclate entre ses deux fils: Aristobule règne pendant un an de −104 à −103 avec le titre de Basileus et conquiert la Galilée qu'il judaïse,. Alexandre Jannée, l'autre fils de Jean Hyrcan règne de −103 à −76. Le royaume hasmonéen atteint vers −75 une étendue comparable à celle qu'aurait eue d'après la Bible le royaume de Salomon.
Après la mort d'Alexandre Jannée en −76, sa veuve Salomé Alexandra lui succède jusqu'en -67, à la suite de quoi les deux fils d'Alexandre Jannée, Jean Hyrcan II et Aristobule II se disputent le pouvoir. C'est sur ce fond de querelle dynastique qu'intervient Pompée, général romain, qui s'empare de Jérusalem en −63. À compter de cette date, la Judée devient un protectorat romain.
Les Romains donnent à Hyrcan II le titre d'« ethnarque » et de « grand-prêtre », en ayant soin de le doubler  par un conseiller, Antipater, un Iduméen converti au judaïsme. Le fils de celui-ci, Hérode, se fait reconnaître « roi des Juifs » par le Sénat romain en −40 avant notre ère. Il reconquiert le pays avec les Romains jusqu'en −37. En effet, en 40 av. J.-C., les Parthes avaient envahi la Syrie-Palestine et soutenu Antigone II Mattathiah, un fils d'Aristobule, comme prétendant au trône de Judée au détriment d’Hyrcan II, qu'ils avaient emmené en captivité.
Hérode règne sur la Judée après l'exécution d'Antigone II, dernier des Hasmonéens, en -37. Il meurt en -4, après avoir agrandi le temple de Jérusalem. L'actuel Mur des Lamentations est le dernier vestige du temple. Ce fils de converti iduméen est le dernier roi de Judée. Compte tenu de ses origines, il n'est pas un Hasmonéen, même s'il est leur héritier direct. Ses fils ne règnent que sur des parties du royaume de leur père, n'ayant plus que rang de tétrarques (ou jusqu'en 6 de notre ère d'ethnarque pour Hérode Archélaos). De 41 à 44, Agrippa Ier petit-fils d'Hérode le Grand et descendant des Hasmonéens par sa grand-mère Mariamne l'Hasmonéenne règne brièvement sur un royaume qui reconstitue à peu près celui d'Hérode. Auparavant, il avait été roi de la seule Batanée (37) auquel ont été adjointes la Galilée et la Pérée après la disgrâce d'Hérode Antipas (39).

## Évolution de la société juive sous les Hasmonéens
Les Hasmonéens ont bâti à partir de −152 un véritable État, en profitant de la rivalité entre deux rois séleucides. Jonathan se fait ainsi accorder non seulement des titres à la cour séleucide, mais aussi la fonction de Grand-Prêtre (à laquelle il n'avait aucun droit) et d'ethnarque (c'est-à-dire chef du peuple) des Juifs, c'est-à-dire l'unique interlocuteur du pouvoir royal. Profitant de la paralysie du royaume séleucide, il entreprend sur le champ une politique de conquête de tout Israël, qui sera poursuivie par tous ses successeurs. Cette politique de conquête s'accompagne le plus souvent de la judaïsation forcée des populations soumises (Iduméens) ou de leur exil (Grecs des villes de Décapole ou de la côte).
Malgré cela, l'état hasmonéen, qui devient royaume lorsqu'Aristobule Ier se proclame basileus en 104-103, prend l'allure d'un royaume hellénistique, avec une armée largement constituée de mercenaires, un monnayage imité des Grecs à partir de 128, une cour, des palais. Cela choque profondément les Juifs pieux qui avaient soutenu les Maccabées dans leur révolte contre les Hellénistes et les Séleucides, au point que l'on assiste le plus souvent à une rupture de fait entre ceux que l'on nomme désormais les pharisiens et les Hasmonéens. C'est aussi durant cette période que se développe une littérature fortement hellénisée, comme les livres de Judith et d'Esther, écrits sous la forme de romans hellénistiques. Né de la révolte contre la politique d'hellénisation de Jason puis de Ménélas, le royaume hasmonéen favorise en fait l'entrée progressive du monde juif dans la culture grecque de son temps.
Dans le vaste territoire contrôlé par les Hasmonéens qui ont su profiter de la faiblesse des Séleucides, la religion juive est loin d'être la religion majoritaire si bien que le pays gouverné par Jean Hyrcan a plus les caractéristiques d'un royaume grec que celles d'un état juif. L'influence grecque se manifeste par des signes extérieurs que sont le titre de basileus pris par Aristobule Ier dit le Philhellène, mais aussi par les noms grecs, que les deux frères, Aristobule et Alexandre accolent à leurs noms juifs. Malgré la présence du Temple, qui reste écrasante, toute l'organisation du pouvoir civil et militaire reste sur des modèles grecs.
Pour autant, les conflits apparaissent lors de la Révolte des Maccabées entre les juifs hellénisants et les tenants d'un judaïsme qui englobe tous les aspects de la vie : pendant les règnes de Jean Hyrcan et de son fils Alexandre Jannée, on voit se cristalliser une opposition entre les Peroushim, littéralement, les « séparés » qui seront connus sous le nom de Pharisiens et le pouvoir monarchique. Jean Hyrcan aurait abrogé les pratiques imposées au peuple et puni ceux qui les observaient. Alexandre Jannée qui fait crucifier par centaines des rebelles juifs, utilise des soldats grecs pour combattre les Pharisiens. Sa veuve Salomé Alexandra s'appuya davantage sur les rabbins Pharisiens.
Les membres du parti pharisien ne contestent pas l'autorité politique de Hyrcan, mais lui demandent de renoncer à la charge de Grand-Prêtre. Hyrcan en rompant avec les pharisiens se  tourne vers le parti adverse, celui des Sadducéens à qui il réserve le Conseil. Les Sadducéens sont moins bien connus que les pharisiens, et les informations les concernant proviennent souvent de sources qui leur sont hostiles. Ils sont issus des classes privilégiées, souvent sacerdotales, ils sont souvent dépeints comme des conservateurs dans tous les domaines.
À l'inverse, les pharisiens se recrutent souvent à un niveau social moins élevé comme les artisans des villes. Ils expriment à la fois les revendications politiques et les aspirations religieuses de ces milieux. En opposition avec les sadducéens, ils contestent l'exclusivité du clergé à interpréter la loi et préfèrent souvent suivre des sages ou des rabbins qui donnent aux préceptes divins un sens plus humanitaire et moins formaliste. Ils fréquentent beaucoup les synagogues, transformant ainsi le peuple en communauté fervente. La loi orale des pharisiens actualise la loi écrite, seule admise par les sadducéens.

## Généalogie
|  |  |                |                |                |                |                     |                     |                     |                     |                     |                     |                   |                   |                   |                   |               |               | Mattathias ben Yohanan ben Simon |                  |                  |                  |                  |                  |                |                |                  |                  |                  |                  |                        |                        |                        |                        |                        |                        |                      |                      |                      |                      |  |  |  |  |  |  |  |  |  |  |  |  |  |  |  |  |
|  |  |                |                |                |                |                     |                     |                     |                     |                     |                     |                   |                   |                   |                   |               |               |                                  |                  |                  |                  |                  |                  |                |                |                  |                  |                  |                  |                        |                        |                        |                        |                        |                        |                      |                      |                      |                      |  |  |  |  |  |  |  |  |  |  |  |  |  |  |  |  |
|  |  |                |                |                |                |                     |                     |                     |                     |                     |                     |                   |                   |                   |                   |               |               |                                  |                  |                  |                  |                  |                  |                |                |                  |                  |                  |                  |                        |                        |                        |                        |                        |                        |                      |                      |                      |                      |  |  |  |  |  |  |  |  |  |  |  |  |  |  |  |  |
|  |  | Jean           | Jean           | Jean           | Jean           | Jean                | Jean                |                     |                     | Simon               | Simon               | Simon             | Simon             | Simon             | Simon             |               |               | Judas                            | Judas            | Judas            | Judas            | Judas            | Judas            |                |                | Eléazar          | Eléazar          | Eléazar          | Eléazar          | Eléazar                | Eléazar                |                        |                        | Jonathan               | Jonathan               | Jonathan             | Jonathan             | Jonathan             | Jonathan             |  |  |  |  |  |  |  |  |  |  |  |  |  |  |  |  |
|  |  | Jean           | Jean           | Jean           | Jean           | Jean                | Jean                |                     |                     | Simon               | Simon               | Simon             | Simon             | Simon             | Simon             |               |               | Judas                            | Judas            | Judas            | Judas            | Judas            | Judas            |                |                | Eléazar          | Eléazar          | Eléazar          | Eléazar          | Eléazar                | Eléazar                |                        |                        | Jonathan               | Jonathan               | Jonathan             | Jonathan             | Jonathan             | Jonathan             |  |  |  |  |  |  |  |  |  |  |  |  |  |  |  |  |
|  |  |                |                |                |                |                     |                     |                     |                     |                     |                     |                   |                   |                   |                   |               |               |                                  |                  |                  |                  |                  |                  |                |                |                  |                  |                  |                  |                        |                        |                        |                        |                        |                        |                      |                      |                      |                      |  |  |  |  |  |  |  |  |  |  |  |  |  |  |  |  |
|  |  | Judah          | Judah          | Judah          | Judah          | Judah               | Judah               |                     |                     | Jean Hyrcan Ier     | Jean Hyrcan Ier     | Jean Hyrcan Ier   | Jean Hyrcan Ier   | Jean Hyrcan Ier   | Jean Hyrcan Ier   |               |               | Mattathiah                       | Mattathiah       | Mattathiah       | Mattathiah       | Mattathiah       | Mattathiah       |                |                |                  |                  |                  |                  |                        |                        |                        |                        |                        |                        |                      |                      |                      |                      |  |  |  |  |  |  |  |  |  |  |  |  |  |  |  |  |
|  |  | Judah          | Judah          | Judah          | Judah          | Judah               | Judah               |                     |                     | Jean Hyrcan Ier     | Jean Hyrcan Ier     | Jean Hyrcan Ier   | Jean Hyrcan Ier   | Jean Hyrcan Ier   | Jean Hyrcan Ier   |               |               | Mattathiah                       | Mattathiah       | Mattathiah       | Mattathiah       | Mattathiah       | Mattathiah       |                |                |                  |                  |                  |                  |                        |                        |                        |                        |                        |                        |                      |                      |                      |                      |  |  |  |  |  |  |  |  |  |  |  |  |  |  |  |  |
|  |  |                |                |                |                |                     |                     |                     |                     |                     |                     |                   |                   |                   |                   |               |               |                                  |                  |                  |                  |                  |                  |                |                |                  |                  |                  |                  |                        |                        |                        |                        |                        |                        |                      |                      |                      |                      |  |  |  |  |  |  |  |  |  |  |  |  |  |  |  |  |
|  |  | Aristobule Ier | Aristobule Ier | Aristobule Ier | Aristobule Ier | Aristobule Ier      | Aristobule Ier      |                     |                     | Antigone Ier        | Antigone Ier        | Antigone Ier      | Antigone Ier      | Antigone Ier      | Antigone Ier      |               |               | Alexandre Jannée                 | Alexandre Jannée | Alexandre Jannée | Alexandre Jannée | Alexandre Jannée | Alexandre Jannée |                |                | Salomé Alexandra | Salomé Alexandra | Salomé Alexandra | Salomé Alexandra | Salomé Alexandra       | Salomé Alexandra       |                        |                        | Simon ben Shétah       | Simon ben Shétah       | Simon ben Shétah     | Simon ben Shétah     | Simon ben Shétah     | Simon ben Shétah     |  |  |  |  |  |  |  |  |  |  |  |  |  |  |  |  |
|  |  | Aristobule Ier | Aristobule Ier | Aristobule Ier | Aristobule Ier | Aristobule Ier      | Aristobule Ier      |                     |                     | Antigone Ier        | Antigone Ier        | Antigone Ier      | Antigone Ier      | Antigone Ier      | Antigone Ier      |               |               | Alexandre Jannée                 | Alexandre Jannée | Alexandre Jannée | Alexandre Jannée | Alexandre Jannée | Alexandre Jannée |                |                | Salomé Alexandra | Salomé Alexandra | Salomé Alexandra | Salomé Alexandra | Salomé Alexandra       | Salomé Alexandra       |                        |                        | Simon ben Shétah       | Simon ben Shétah       | Simon ben Shétah     | Simon ben Shétah     | Simon ben Shétah     | Simon ben Shétah     |  |  |  |  |  |  |  |  |  |  |  |  |  |  |  |  |
|  |  |                |                |                |                |                     |                     |                     |                     |                     |                     |                   |                   |                   |                   |               |               |                                  |                  |                  |                  |                  |                  |                |                |                  |                  |                  |                  |                        |                        |                        |                        |                        |                        |                      |                      |                      |                      |  |  |  |  |  |  |  |  |  |  |  |  |  |  |  |  |
|  |  |                |                |                |                |                     |                     |                     |                     |                     |                     |                   |                   |                   |                   |               |               |                                  |                  |                  |                  |                  |                  |                |                |                  |                  |                  |                  |                        |                        |                        |                        |                        |                        |                      |                      |                      |                      |  |  |  |  |  |  |  |  |  |  |  |  |  |  |  |  |
|  |  |                |                |                |                | Antipater           | Antipater           | Antipater           | Antipater           | Antipater           | Antipater           |                   |                   | Hyrcan II         | Hyrcan II         | Hyrcan II     | Hyrcan II     | Hyrcan II                        | Hyrcan II        |                  |                  |                  |                  |                |                | Aristobule II    | Aristobule II    | Aristobule II    | Aristobule II    | Aristobule II          | Aristobule II          |                        |                        |                        |                        |                      |                      |                      |                      |  |  |  |  |  |  |  |  |  |  |  |  |  |  |  |  |
|  |  |                |                |                |                | Antipater           | Antipater           | Antipater           | Antipater           | Antipater           | Antipater           |                   |                   | Hyrcan II         | Hyrcan II         | Hyrcan II     | Hyrcan II     | Hyrcan II                        | Hyrcan II        |                  |                  |                  |                  |                |                | Aristobule II    | Aristobule II    | Aristobule II    | Aristobule II    | Aristobule II          | Aristobule II          |                        |                        |                        |                        |                      |                      |                      |                      |  |  |  |  |  |  |  |  |  |  |  |  |  |  |  |  |
|  |  |                |                |                |                |                     |                     |                     |                     |                     |                     |                   |                   |                   |                   |               |               |                                  |                  |                  |                  |                  |                  |                |                |                  |                  |                  |                  |                        |                        |                        |                        |                        |                        |                      |                      |                      |                      |  |  |  |  |  |  |  |  |  |  |  |  |  |  |  |  |
|  |  |                |                |                |                |                     |                     |                     |                     |                     |                     |                   |                   | Alexandra         | Alexandra         | Alexandra     | Alexandra     | Alexandra                        | Alexandra        |                  |                  | Alexandre II     | Alexandre II     | Alexandre II   | Alexandre II   | Alexandre II     | Alexandre II     |                  |                  | Antigone II Mattathiah | Antigone II Mattathiah | Antigone II Mattathiah | Antigone II Mattathiah | Antigone II Mattathiah | Antigone II Mattathiah |                      |                      |                      |                      |  |  |  |  |  |  |  |  |  |  |  |  |  |  |  |  |
|  |  |                |                |                |                |                     |                     |                     |                     |                     |                     |                   |                   | Alexandra         | Alexandra         | Alexandra     | Alexandra     | Alexandra                        | Alexandra        |                  |                  | Alexandre II     | Alexandre II     | Alexandre II   | Alexandre II   | Alexandre II     | Alexandre II     |                  |                  | Antigone II Mattathiah | Antigone II Mattathiah | Antigone II Mattathiah | Antigone II Mattathiah | Antigone II Mattathiah | Antigone II Mattathiah |                      |                      |                      |                      |  |  |  |  |  |  |  |  |  |  |  |  |  |  |  |  |
|  |  |                |                |                |                |                     |                     |                     |                     |                     |                     |                   |                   |                   |                   |               |               |                                  |                  |                  |                  |                  |                  |                |                |                  |                  |                  |                  |                        |                        |                        |                        |                        |                        |                      |                      |                      |                      |  |  |  |  |  |  |  |  |  |  |  |  |  |  |  |  |
|  |  |                |                |                |                |                     |                     |                     |                     |                     |                     |                   |                   |                   |                   |               |               |                                  |                  |                  |                  |                  |                  |                |                |                  |                  |                  |                  |                        |                        |                        |                        |                        |                        |                      |                      |                      |                      |  |  |  |  |  |  |  |  |  |  |  |  |  |  |  |  |
|  |  |                |                |                |                | Hérode Ier le Grand | Hérode Ier le Grand | Hérode Ier le Grand | Hérode Ier le Grand | Hérode Ier le Grand | Hérode Ier le Grand |                   |                   | Mariamne Ire      | Mariamne Ire      | Mariamne Ire  | Mariamne Ire  | Mariamne Ire                     | Mariamne Ire     |                  |                  | Aristobule III   | Aristobule III   | Aristobule III | Aristobule III | Aristobule III   | Aristobule III   |                  |                  |                        |                        |                        |                        |                        |                        |                      |                      |                      |                      |  |  |  |  |  |  |  |  |  |  |  |  |  |  |  |  |
|  |  |                |                |                |                | Hérode Ier le Grand | Hérode Ier le Grand | Hérode Ier le Grand | Hérode Ier le Grand | Hérode Ier le Grand | Hérode Ier le Grand |                   |                   | Mariamne Ire      | Mariamne Ire      | Mariamne Ire  | Mariamne Ire  | Mariamne Ire                     | Mariamne Ire     |                  |                  | Aristobule III   | Aristobule III   | Aristobule III | Aristobule III | Aristobule III   | Aristobule III   |                  |                  |                        |                        |                        |                        |                        |                        |                      |                      |                      |                      |  |  |  |  |  |  |  |  |  |  |  |  |  |  |  |  |
|  |  |                |                |                |                |                     |                     |                     |                     |                     |                     |                   |                   |                   |                   |               |               |                                  |                  |                  |                  |                  |                  |                |                |                  |                  |                  |                  |                        |                        |                        |                        |                        |                        |                      |                      |                      |                      |  |  |  |  |  |  |  |  |  |  |  |  |  |  |  |  |
|  |  |                |                |                |                |                     |                     |                     |                     |                     |                     |                   |                   |                   |                   |               |               |                                  |                  |                  |                  |                  |                  |                |                |                  |                  |                  |                  |                        |                        |                        |                        |                        |                        |                      |                      |                      |                      |  |  |  |  |  |  |  |  |  |  |  |  |  |  |  |  |
|  |  |                |                |                |                | Alexandre           | Alexandre           | Alexandre           | Alexandre           | Alexandre           | Alexandre           |                   |                   | Aristobule IV     | Aristobule IV     | Aristobule IV | Aristobule IV | Aristobule IV                    | Aristobule IV    |                  |                  |                  |                  |                |                |                  |                  |                  |                  |                        |                        |                        |                        |                        |                        |                      |                      |                      |                      |  |  |  |  |  |  |  |  |  |  |  |  |  |  |  |  |
|  |  |                |                |                |                | Alexandre           | Alexandre           | Alexandre           | Alexandre           | Alexandre           | Alexandre           |                   |                   | Aristobule IV     | Aristobule IV     | Aristobule IV | Aristobule IV | Aristobule IV                    | Aristobule IV    |                  |                  |                  |                  |                |                |                  |                  |                  |                  |                        |                        |                        |                        |                        |                        |                      |                      |                      |                      |  |  |  |  |  |  |  |  |  |  |  |  |  |  |  |  |
|  |  |                |                |                |                |                     |                     |                     |                     |                     |                     |                   |                   |                   |                   |               |               |                                  |                  |                  |                  |                  |                  |                |                |                  |                  |                  |                  |                        |                        |                        |                        |                        |                        |                      |                      |                      |                      |  |  |  |  |  |  |  |  |  |  |  |  |  |  |  |  |
|  |  | Bérénice       | Bérénice       | Bérénice       | Bérénice       | Bérénice            | Bérénice            |                     |                     | Hérode de Chalcis   | Hérode de Chalcis   | Hérode de Chalcis | Hérode de Chalcis | Hérode de Chalcis | Hérode de Chalcis |               |               | Agrippa Ier                      | Agrippa Ier      | Agrippa Ier      | Agrippa Ier      | Agrippa Ier      | Agrippa Ier      |                |                | Hérodiade        | Hérodiade        | Hérodiade        | Hérodiade        | Hérodiade              | Hérodiade              |                        |                        | Aristobule le Mineur   | Aristobule le Mineur   | Aristobule le Mineur | Aristobule le Mineur | Aristobule le Mineur | Aristobule le Mineur |  |  |  |  |  |  |  |  |  |  |  |  |  |  |  |  |
|  |  | Bérénice       | Bérénice       | Bérénice       | Bérénice       | Bérénice            | Bérénice            |                     |                     | Hérode de Chalcis   | Hérode de Chalcis   | Hérode de Chalcis | Hérode de Chalcis | Hérode de Chalcis | Hérode de Chalcis |               |               | Agrippa Ier                      | Agrippa Ier      | Agrippa Ier      | Agrippa Ier      | Agrippa Ier      | Agrippa Ier      |                |                | Hérodiade        | Hérodiade        | Hérodiade        | Hérodiade        | Hérodiade              | Hérodiade              |                        |                        | Aristobule le Mineur   | Aristobule le Mineur   | Aristobule le Mineur | Aristobule le Mineur | Aristobule le Mineur | Aristobule le Mineur |  |  |  |  |  |  |  |  |  |  |  |  |  |  |  |  |
|  |  |                |                |                |                |                     |                     |                     |                     |                     |                     |                   |                   |                   |                   |               |               |                                  |                  |                  |                  |                  |                  |                |                |                  |                  |                  |                  |                        |                        |                        |                        |                        |                        |                      |                      |                      |                      |  |  |  |  |  |  |  |  |  |  |  |  |  |  |  |  |
|  |  |                |                |                |                |                     |                     |                     |                     |                     |                     |                   |                   |                   |                   |               |               |                                  |                  |                  |                  |                  |                  |                |                |                  |                  |                  |                  |                        |                        |                        |                        |                        |                        |                      |                      |                      |                      |  |  |  |  |  |  |  |  |  |  |  |  |  |  |  |  |
|  |  |                |                |                |                |                     |                     |                     |                     | Agrippa II          | Agrippa II          | Agrippa II        | Agrippa II        | Agrippa II        | Agrippa II        |               |               | Bérénice                         | Bérénice         | Bérénice         | Bérénice         | Bérénice         | Bérénice         |                |                | Drusilla         | Drusilla         | Drusilla         | Drusilla         | Drusilla               | Drusilla               |                        |                        | Félix le Procurateur   | Félix le Procurateur   | Félix le Procurateur | Félix le Procurateur | Félix le Procurateur | Félix le Procurateur |  |  |  |  |  |  |  |  |  |  |  |  |  |  |  |  |
|  |  |                |                |                |                |                     |                     |                     |                     | Agrippa II          | Agrippa II          | Agrippa II        | Agrippa II        | Agrippa II        | Agrippa II        |               |               | Bérénice                         | Bérénice         | Bérénice         | Bérénice         | Bérénice         | Bérénice         |                |                | Drusilla         | Drusilla         | Drusilla         | Drusilla         | Drusilla               | Drusilla               |                        |                        | Félix le Procurateur   | Félix le Procurateur   | Félix le Procurateur | Félix le Procurateur | Félix le Procurateur | Félix le Procurateur |  |  |  |  |  |  |  |  |  |  |  |  |  |  |  |  |

```
Mattathias
 (-167 — -166)
¦
+→Jean (? — -160)
¦
+→
Simon
 (-142 — -134), ethnarque et grand-prêtre (-143 — -135)
¦  ¦
¦  +→
Jean Hyrcan I
er
 (-134 — -104), ethnarque et grand-prêtre (-134 — -104)
¦     ¦
¦     +→
Aristobule I
er
(-104 — -103), roi ? et grand-prêtre (-104 — -103)
¦     ¦  X Salomé Alexandra, voir plus bas
¦     ¦
¦     +→
Alexandre Jannée
 (-103 — -76), roi (-103 — -76)
¦     ¦  X Salomé Alexandra, reine (-76 — -67)
¦     ¦  ¦
¦     ¦  +→
Hyrcan II
 (-63 — -40), grand-prêtre (-76 — -66,-63 — -40), roi (-67 — -66), ethnarque (-63 — -40)
¦     ¦  ¦  ¦
¦     ¦  ¦  +→Alexandra
¦     ¦  ¦     X Alexandre fils d'Aristobule II, voir plus bas
¦     ¦  ¦
¦     ¦  +→
Aristobule II
 (-67 — -63), roi et grand-prêtre (-66 — -63)
¦     ¦     ¦
¦     ¦     +→Alexandre (? — -48)
¦     ¦     ¦  X Alexandra, fille d'Hyrcan II
¦     ¦     ¦  ¦
¦     ¦     ¦  +→
Mariamme
 (? — -29)
¦     ¦     ¦  ¦  X 
Hérode I
er
 le Grand

¦     ¦     ¦  ¦
¦     ¦     ¦  +→
Aristobule III
 (-53 — -35) grand-prêtre (-36)
¦     ¦     ¦
¦     ¦     +→
Antigone II Mattathiah
 (? — -37), roi et grand-prêtre (-40 — -37)
¦     ¦     ¦  ¦
¦     ¦     ¦  +→?
¦     ¦     ¦     X 
Antipater
, fils d'Hérode I
er
 le Grand et de Doris
¦     ¦     ¦
¦     ¦     +→Alexandra
¦     ¦        X Ptolémée, fils de Mennæus, roi d'
Iturée
 et de Chalcis (-85 — -40) (relation à confirmer...)
¦     ¦        ¦
¦     ¦        +→Lysanias (? — -36), roi d'
Iturée
 (-40 — -36)
¦     ¦             (à ne pas confondre avec Lysanias 
tétrarque
 d'
Abilène
, peut-être son fils)
¦     ¦
¦     +→
Antigone I
er
 (? — -103)
¦
+→
Judas Maccabée
 (? — -160)
¦
+→Eléazar (? — -163)
¦
+→
Jonathan
 (? — -143), grand-prêtre (-153 — -143)
```